# استیف داوسون
استیف داوسون (انگلیسی: Stef Dawson؛ زادهٔ ۱۷ دسامبر ۱۹۸۸) هنرپیشه اهل استرالیا است. وی از سال ۲۰۰۶ میلادی تاکنون مشغول فعالیت بوده‌است.
از فیلم‌ها یا برنامه‌های تلویزیونی که وی در آن نقش داشته‌است می‌توان به عطش مبارزه: اشتعال، عطش مبارزه: زاغ مقلد - بخش ۲ اشاره کرد.